# Pierre Claver Mbonimpa

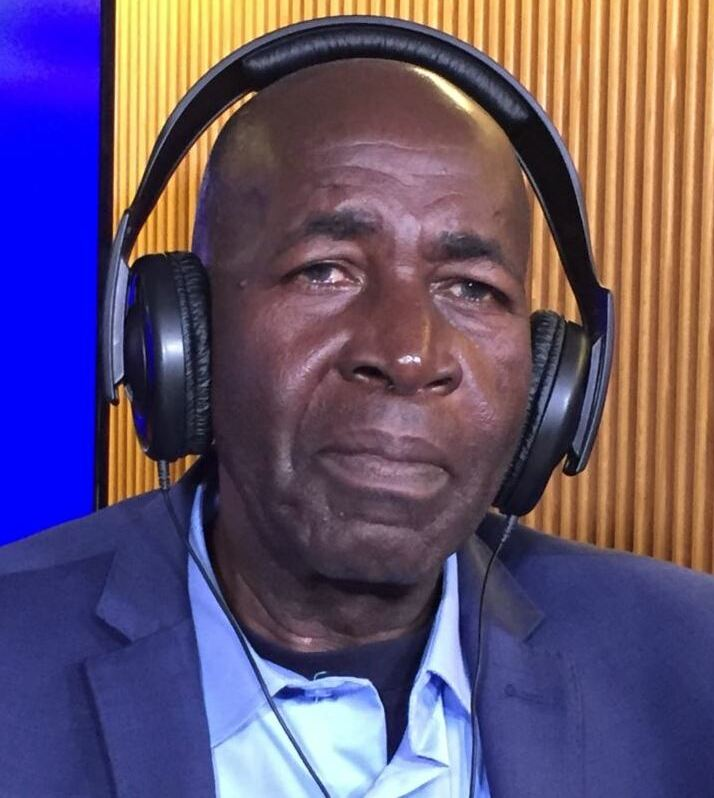
Pierre Claver Mbonimpa

Pierre Claver Mbonimpa (* im 20. Jahrhundert) ist ein burundischer Menschenrechtsaktivist. Er gründete im August 2001 die „Association for the Protection of Human Rights and Incarcerated Persons“ (APRODH).

## Leben
Bevor Mbonimpa die APRODH gründete, hatte er als Beamter im Ministerium für Wirtschaft und Finanzen in Burundi gearbeitet. Später war er Polizist bei der Luft- und Zollpolizei. Während dieser Tätigkeit wurde er des illegalen Waffenbesitzes inhaftiert und verbrachte von 1994 bis 1996 zwei Jahre im Gefängnis. Während dieser Zeit wurde Mbonimpa regelmäßig geschlagen und gefoltert.

## Einsatz für Menschenrechte
Die APRODH setzt sich für die Grundrechte von Inhaftierten ein und für die circa 9.000 Menschen, die auf ihren Gerichtsprozess in Burundi warten.
Außerdem ist die APRODH in der Prävention von Folter und sexueller Gewalt tätig und setzt sich für den Schutz von Minderjährigen ein. Nach Burundis Strafgesetzbuch können Minderjährige ab dem 15. Lebensjahr verhaftet und als Erwachsene behandelt werden. Obwohl die Inhaftierung auf Grund der Altersgrenze nicht erfolgen sollte, wurden dennoch viele Minderjährige inhaftiert, insbesondere bei den bürgerkriegsartigen Unruhen im Jahr 2015.
Mbonimpa erhielt mehrere Morddrohungen für sein Eintreten für Menschenrechte und für die Verbesserung der Menschenrechtssituation in Burundi. Im Jahr 2007 wurde er mit dem Martin Ennals Award  ausgezeichnet. 2016 erhielt er von der US-amerikanischen, international tätigen, nichtstaatlichen Organisation Human Rights Watch (HRW), gemeinsam mit den Menschenrechtlern Kalpona Akter, Yonous Muhammadi, Ratnaboli Ray und Nicholas Opiyo, den Alison Des Forges Award for Extraordinary Activism. 

## Verhaftung
Am 15. Mai 2014 wurde Mbonimpa erneut in Bujumbura verhaftet. Im Verhör wurde er beschuldigt, die innere und äußere Sicherheit des Staates zu gefährden, wegen seiner Ausführungen in einem Interview zehn Tage zuvor sowie auch im Besitz gefälschter Dokumente zu sein. Die Äußerungen und Dokumente stehen in Beziehung zu den Vorwürfen, dass junge Burundier zur Militärausbildung in das Nachbarland Demokratische Republik Kongo geschickt wurden. Die Verhaftung wird von Human Rights Watch als Schikane und Repression aufgefasst.
Mbonimpa ist ein Gegner des derzeitigen Präsidenten Pierre Nkurunziza und setzte sich gegen eine dritte Amtszeit im Jahr 2015 ein. Mbonimpa wurde am 3. August 2015 angeschossen und schwer verwundet, konnte für eine medizinische Behandlung jedoch nach Belgien ausreisen.